# Gouvernement Kubilius I
 (septembre 2023).
Si vous disposez d'ouvrages ou d'articles de référence ou si vous connaissez des sites web de qualité traitant du thème abordé ici, merci de compléter l'article en donnant les références utiles à sa vérifiabilité et en les liant à la section « Notes et références ».
République de Lituanie
Gouvernement Paksas I Gouvernement Paksas II
Le gouvernement Kubilius I (Dešimtoji Vyriausybė) était le dixième gouvernement de la République de Lituanie depuis l'indépendance de 1990, en fonction du 3 novembre 1999 au 27 octobre 2000. Il était dirigé par le conservateur Andrius Kubilius.

## Coalition
Il s'agissait d'un gouvernement minoritaire, soutenu par la seule Union de la patrie (TS), qui disposait de soixante-dix députés sur cent quarante-et-un au Seimas.
Il a succédé au gouvernement Paksas I, dirigé par l'Union libérale de Lituanie (LLS) et cédé sa place au gouvernement Paksas II.

## Composition
| Fonction                                                      | Titulaire | Titulaire                      | Parti |
| ------------------------------------------------------------- | --------- | ------------------------------ | ----- |
| Premier ministre                                              |           | Andrius Kubilius               | TS    |
| Ministre de l'Environnement                                   |           | Danius Lygis                   | Sans  |
| Ministre des Finances                                         |           | Vytautas Dudėnas               | TS    |
| Ministre de la Défense nationale                              |           | Česlovas Vytautas Stankevičius | TS    |
| Ministre de la Culture                                        |           | Arūnas Bėkšta                  | Sans  |
| Ministre de la Sécurité sociale et du Travail                 |           | Irena Degutienė                | TS    |
| Ministre des Transports                                       |           | Rimantas Didžiokas             | TS    |
| Ministre de la Santé                                          |           | Kornelijus Platelis            | Sans  |
| Ministre de la Justice                                        |           | Gintaras Balčiūnas             | Sans  |
| Ministre des Affaires étrangères                              |           | Algirdas Saudargas             | TS    |
| Ministre de l'Économie                                        |           | Valentinas Milaknis            | Sans  |
| Ministre des Réformes administratives et des Affaires locales |           | Jonas Rudalevičius             | Sans  |
| Ministre de l'Intérieur                                       |           | Česlovas Blažys                | Sans  |
| Ministre de l'Agriculture                                     |           | Edvardas Makelis               | Sans  |